# 2023年3月逝世人物列表
2023年逝世人物列表：1月 - 2月 - 3月 - 4月 - 5月 - 6月 - 7月 - 8月 - 9月 - 10月 - 11月 - 12月
2023年3月逝世人物列表，是用于汇总2023年3月期间逝世人物的列表。

## 依日期排序

### 31日
- 萬海峰，102歲，中國人民解放軍上將，最后一位离世的原中共中央顾问委员会成员。[1]
- 吳羊璧，94歲，香港報人、作家、書法家。[2]
- 維塔利·奧列克桑德羅維奇·梅里諾夫（烏克蘭語：Віталій Олександрович Мерінов），32歲，烏克蘭跆拳道暨綜合格鬥運動員，在俄烏戰爭中陣亡。[3]
- 王亮俊，年齡不詳，中華人民共和國死刑犯，在2000年2月28日殺害有不正常關係的一對夫婦一家4人被判故意殺人罪罪成，注射死刑。[4]

### 30日
- 黃許崇娥，94歲，台灣人，紀錄片《無米樂》主角農民黃崑濱妻子。[5]
- 羅奇·博齊諾（法語：Roch Bozino），62歲，法國製片人、Java Films公司創始人，死於癌症。[6]

### 29日
- 謝銅，65歲，中國導演。[7]
- 沈燮元，98歲，中國版本目錄學家，南京圖書館研究館員。[8]
- 程志，77岁，中国著名男高音歌唱家，中国人民解放军总政歌舞团一级演员。
- 施台生，77歲，台灣政治人物，前立法委員。死於肺癌。[9]
- 郭明優，82歲，台裔日本廚師、企業家，台灣拉麵創始者。[10]
- 阿爾邊娜·德里烏矜娜（英语：Albina Deriugina），91歲，蘇聯暨烏克蘭韻律體操教練。[11]
- 約翰·凱林（John Kerin），85歲，澳洲政治人物，前任國庫部長。[12]

### 28日
- 孫毓敏，83歲，中國京剧表演艺术家、荀慧生亲传弟子。[13]
- 坂本龍一（日語：坂本 龍一），71歲，日本音樂家，死於直腸癌[14]。

### 27日
- 李毓芳，80歲，中國考古学家。[15]

### 26日
- 麥大傑，66歲，香港導演，曾執導《流星花園II》、《妖獸都市》等劇。[16]
- 瑪麗亞·兒玉（英语：María Kodama），86歲，日本裔阿根廷籍作家和翻譯家，阿根廷作家豪赫·波赫士的遺孀[17]。

### 25日
- 楊秉彜，96歲，臺灣企業家，餐廳鼎泰豐創辦人。（訃聞公開日）[18]
- 傑可布·立夫（希伯來語：יעקב זיו），91歲，以色列電機工程師，LZ無損數據壓縮家族的創始人之一。[19]
- 帕斯库亞爾·莫昆比（英語：Pascoal Mocumbi），81歲，莫三比克政治人物，1994至2004年任莫三比克總理[20]。

### 24日
- ，94歲，美國企業家及電機工程師，英特爾公司的共同創辦人，曾提出摩爾定律。[21]
- 洪昭光，83歲，中國學者、心血管疾病專家。[22]
- 飯塚定雄，88歲，日本光学合成工程师，在《奥特曼》等多部特攝作品負責光学动画。[23]

### 23日
- 黃寶生，80歲，中國印度学和佛教学学者。[24]
- 楊魁，63歲，中國學者，廣東外語外貿大學新聞與傳播學院原院長、教授。[25]
- 吳洪祥，56歲，中國企業家，山東嘉華生物科技董事長。[26]
- 奈良岡朋子，93歲，日本演員。[27]

### 22日
- 林彰良，52歲，中華民國軍人，陸軍少將，前陸軍花東防衛指揮部副參謀長。[28]
- 吳永培，58歲，台灣稻米育種專家，行政院農委會農業試驗所嘉義分所副研究員，培育出台農82號等稻米品種。[29]
- 團時朗（日語：団 時朗），74歲，日本演員，代表作《杰克奥特曼》。死於肺癌。[30]
- 譚佩儀，97歲，中國演員，原广东音乐曲艺团退休一级演员。[31]
- 汪月霞，87岁，中國政治人物，中国电影《海霞》原型，第五届全国人大常委会委员。[32]
- 筱月英，92歲，中國越剧表演艺术家一级演员。[33]
- 熊玉坤，104歲，中國軍人，中國安徽省軍區原正軍職顧問。[34]
- 王文澤，81歲，中國商人，曾任國家開發投資公司總經理。[35]

### 21日
- 威利斯·瑞德（英語：Willis Reed, Jr.），80歲，美國籃球運動員，NBA生涯皆效力於紐約尼克隊。[36]
- 許國利，57歲，中華人民共和國死刑犯，2020年7月5日在因殺害妻子來惠利及棄屍於2022年4月8日二審維持判決死刑，注射死刑。[37]
- 趙瑞椿，88歲，中國版画家、美术理论家、教育家。[38]
- 藺慶春，74歲，中國軍官，中國人民解放軍陸軍原23軍67師201團政治處副主任。[39]
- 片瀨美月（日語：片瀬 美月），26歲，日本寫真偶像。[40]

### 20日
- 蔡艾翔，40歲，馬來西亞人，已故藝人艾成的弟弟，心肌梗塞猝死。[41][42]
- 孫其峰，103歲，中國書畫家、美術教育家、篆刻家，長期於天津美術學院任教。[43]
- 陳偉南，104歲，香港潮商、慈善家、馬主，有「飼料大王」之稱。[44]
- 保羅·格蘭特（英语：Paul Grant (actor)），56歲，英國演員和特技演員。[45]
- 李榮華，95歲，中國數學家。[46]
- 馮士棟，66歲，中國商人，曾任國家開發投資公司董事、總經理。[47]
- 王緒恭，89歲，中國人民解放軍海軍中將。[48]

### 19日
- 鍾逸人，101歲，台灣作家，前「二七部隊」隊長，在二二八事件中帶領民軍對抗威權政府。[49]
- 波希瓦·圖伊奧內托阿，71歲，湯加政治人物，前任湯加首相，前財政和國家計劃部長。[50]
- 曹錫仁，75歲，中國中华文明史、政治思想史家。[51]

### 18日
- 佩德羅·索爾韋斯（西班牙語：Pedro Solbes），80歲，西班牙經濟學家、政治人物，前西班牙第二副首相、經濟與財政大臣。[52]
- 王新善，92歲，中國资深翻译家，中国对外翻译有限公司原总经理。[53]

### 17日
- 蘭斯·雷迪克（英語：Lance Reddick），60歲，美国演员，代表作為《捍衛任務》系列，缺血性心臟病[54]。
- 豪尔赫·爱德华兹（英语：Jorge Edwards），91歲，智利小說家、記者、外交官[55]。
- 杜布拉芙卡·乌格雷希奇，73歲，克罗地亚裔荷兰籍作家，2016年纽斯塔特国际文学奖得主[56]。
- 崔長海，98歲，中國軍人，中國嘉興市軍隊退休幹部。[57]

### 16日
- 林國裕，54歲，中華民國空軍退役上校，駕駛輕航機載日本遊客體驗飛行，降落時墜毀身亡。[58]
- 托尼·科（英语：Tony Coe），88歲，英國爵士樂手[59]。
- 安赫爾·福涅爾（英语：Ángel Fournier），35歲，古巴划艇選手，三度參加奧運划艇項目比賽，心臟病發逝世[60]。
- 帕特里克·弗伦奇（英語：Patrick French），57歲，英國作家與歷史學者，專長領域為西藏研究[61]。
- 吳岸，32歲，旅美中國腦神經學家，美國加州大學聖地亞哥分校研究博士，在蒙特利爾老城區火災中身亡。[62]

### 15日
- 劉忠繼，65歲，台灣記者、電視台主播。死於血癌。[63]
- 安特耶·沃尔默（德語：Antje Vollmer），79歲，德國政治人物、新教神學家，1994年至2005年為聯邦議院副議長，是第一位擔任該職位的綠黨議員[64]。
- 中山太郎（日語：中山 太郎），98歲，日本政治人物、醫生，曾擔任外務大臣（第116・117代）等職。[65]
- 戴維斯·喬丹（Travis Jordan），35歲；布烈特·萊恩（Brett Ryan），30歲，皇家加拿大騎警警員，任職於阿爾伯塔省埃德蒙頓市，在處理一起家庭糾紛中遭到槍擊殉職。[66]
- 阿拉斯泰爾·蘭姆（英語：Alastair Lamb），93歲，英國歷史學家，中印邊界爭議專家，已故外交官藍來訥爵士之子。[67]

### 14日
- 戴英祿，中國劇作家，一級編劇，中國戲劇家協會理事，中國戲劇文學會理事。[68]
- 劉玉璽，94歲，中國軍人。[69]

### 13日
- 帕特·施羅德（英語：Pat Schroeder），82歲，美國政治人物，民主黨籍，1973年至1997年擔任科羅拉多州聯邦眾議員。[70]
- 恩斯特·圖根哈特（德語：Ernst Tugendhat），93歲，德國哲學家。[71]
- 石天河，99歲，中國诗人、评论家，《星星》诗刊创刊人之一。[72]
- 王伯祥，81歲，中國政治人物，曾任中共壽光縣委副書記、濰坊市市長、山東省政協常委。[73]
- 王锡良，102歲，中國工艺美术大师、陶瓷界泰斗。[74]
- 方燕，53歲，中國學者，四川师范大学历史文化与旅游学院教授、博士生导师。[75]

### 12日
- 山田真（日語：山田 真），70歲，日本企業家，福岡縣筑紫野市「大丸別莊」旅館前任社長，該旅館被揭發一年只換兩次溫泉水，致退伍軍人菌超標，自殺身亡。（遺體發現日）[76]
- 李來柱，92歲，中國人民解放軍上將，原北京軍區司令員，是第七屆全國人民代表大會代表、第九屆全國人大常委。[77]
- 薛德震，91歲，中國哲學家、出版家，曾任人民出版社社長、總編輯，中國出版工作者協會副主席。[78]
- 覃有土，78歲，中國民商法学家。[79]
- 迪克·福斯貝里（英語：Dick Fosbury），76歲，美國男子跳高運動員。1968年墨西哥城奧運會憑獨創的「背越式」跳法，以2.24米奪得金牌並創下當時的跳高奧運紀錄。[80][81]
- 杜光，94歲，中國政治人物，曾任中央黨校理論研究室副主任、科研辦公室主任兼圖書館館長、中國政治體制改革研究會幹事長兼《中國政治體制改革》雙月刊主編[82]。
- 羅伯托·巴邦（西班牙語：Roberto Barbon），89歲，古巴棒球運動員，曾效力於日本職棒阪急勇士及大阪近鐵野牛[83][84]。

### 11日
- 蔣彥永，91歲，中國外科醫師、中国人民解放军少将。2003年4月8日率先向時代雜誌對外披露SARS北京疫情消息。[85]
- 杜宏本，99歲，中國政治人物，原安徽省人大常委會原副主任。[86]
- 潘季，89歲，中国政治人物，曾任西安交通大學黨委書記兼校務委員會主席，第七、八屆全國人大代表，第八屆全國人大常委會委員。[87]
- 李宇英（韓語：이우영），51歲，韓國漫畫家。[88]
- 巴德·格蘭特（英語：Bud Grant），95歲，美國籃球運動員。[89]
- 許坤仲，89歲，台灣排灣族口鼻笛演奏家，曾以電影《超級公民》獲得亞太影展最佳配樂獎。[90]
- 埃米·富勒（英語：Amy Fuller），54歲，美国女子赛艇运动员，1992年夏季奥运会银牌得主[91]。
- Bigarm（本名：志村勝洋），46歲，日本健身網紅。[92]
- 陳建一，67歲，華裔日本廚師，四川飯店集團會長。[93]
- 伊格纳西奥·洛佩斯·塔尔索（西班牙語：Ignacio López Tarso），98歲，墨西哥舞台劇、電影、電視演員[94]。
- 郭志，98歲，中國政治人物，八路军老战士、河北省人大常委会原主任。[95]

### 10日
- 毕开顺，67歲，中国药学专家、沈阳药科大学原校长。[96]
- 藤井直伸（日語：藤井 直伸），31歲，日本男子排球運動員，2020年東京奧運男子排球賽日本國家隊選手，胃癌病逝[97]。
- 伊藤雅俊（日语：伊藤雅俊 (1924年生の実業家)），98歲，日本企業家，柒和伊控股及伊藤洋華堂創始人、社長。[98]
- 釋傳印，96歲，中國宗教人士，中国佛教协会原会长、名誉会长。[99]
- 王之化，中華民國外交官，駐聖保羅臺北經濟文化辦事處組長，墜樓身亡。[100]

### 9日
- Shian蝦味先，37歲，台灣饒舌歌手。[101]
- 拉斐尔·梅舒朗（希伯來語：רפאל משולם），92歲，保加利亚裔以色列有机化学家，耶路撒冷希伯来大学药物化学教授，被稱為「大麻研究之父」[102]。
- 羅伯特·布雷克（英語：Robert Blake），89歲，美國電影、電視演員，金球獎、艾美獎得主[103]。
- 扇千景（日語：扇 千景），89歲，日本演員、政治人物，日本參議院首位女性議長。死於食道與胃接道癌。[104]
- 皮爾瑞·雷金納德·迪奧（Pearry Reginald Teo），44歲，新加坡男導演、編劇和製片人。[105]
- 章竹君，86歲，中國分析化學家、化學教育家，曾任陝西師範大學教授、博士生導師。[106]
- 陈敬良，72岁，中國學者，上海理工大学原副校长，上海民远职业技术学院院长。[107]
- 袁啟彤，91歲，中國政治人物。[108]
- 橋爪四郎（日語：橋爪 四郎），94歲，日本男子游泳運動員。1952年赫爾辛基奧運男子1500米自由泳比賽銀牌得主。死於前列腺癌。[109]
- 菅原初代（日語：菅原 初代），59歲，日本大胃王，在電視節目《火力全開大胃王》自2007年至2010年四度優勝，因大腸癌逝世。[110]
- 梁梅宗，臺灣體操教練。[111]

### 8日
- 李世聰，65歲，台灣企業家，龍巖集團創辦人。[112]
- 何顺果，78岁，中国历史学家、北京大学历史学系教授。[113]
- 查甘杜甫 （希伯來語：חיים טופול），87歲，以色列男演員，1965年憑以色列喜劇《Sallah Shabati》扮演同名主角走紅，贏得金球獎最佳新人獎。[114]

### 7日
- 伊恩·福克納（英語：Ian Falconer），63歲，美國插畫家、繪本作家和舞台設計師。[115]
- 李青，93歲，中國政治人物，安徽省蕪湖市人大常委會原主任。[116]
- 德米特羅·科茨拜洛（烏克蘭語：Дмитро́ Іва́нович Коцюба́йло），27歲，烏克蘭軍事人物，軍銜少尉，烏克蘭英雄，在巴赫姆特戰役中戰死[117]。
- 李楊思莊，97歲，台灣人，導演李安、李崗的母親。[118]

### 6日
- 冯毓云，79岁，中国學者，哈尔滨师范大学教授。[119]
- 王小谟，84岁，中国雷达专家。[120]
- 約瑟夫·沃伊塔（捷克語：Josef Vojta），87歲，捷克男子足球運動員。[121]
- 喬吉娜·貝葉（英語：Georgina Beyer），65歲，紐西蘭政治人物，全球首位出櫃的跨性別國會議員[122]。
- 尹鈺宏，91岁，中國雜技藝術家，中國雜技團團長、一級演員，中國雜技家協會原副主席、顧問。[123]
- 小保內聖子（日語：小保内 聖子），83歲，日本女子鉛球運動員。[124]
- 曾謹言，92歲，中國理論物理學家、物理教育家，曾任北京大學教授、博士生導師。[125]
- 艾可諾（英語：Carl Epp），93歲，加拿大醫師，曾任台灣花蓮門諾醫院內科醫師、社區保健科主任，第6屆醫療奉獻獎得主[126]。

### 5日
- 罗长姐，95岁，中国全国道德模范。[127]
- 笹原正三（日語：笹原 正三），93歲，日本男子摔跤運動員。[128]
- 克勞斯·邦薩克（德語：Klaus Bonsack），81歲，德國男子雪橇運動員。[129]
- 祖安娜·馬茲布科（英語：Johanna Mazibuko），128歲，南非女農民，直到去世時為被可證實的全球最老女人瑞。[130]
- 佩德羅·羅德里格斯·菲略 （葡萄牙語：Pedro Rodrigues Filho），68歲，巴西連續殺人犯，入獄42年在2018年出獄，在親友家前遭到2名男子射殺。[131]
- 木村貴宏（日語：木村 貴宏） ，58歲，日本動畫師。[132]
- 趙新民，95歲，中國學者，哈爾濱工業大學電氣工程及自動化學院教授。[133]

### 4日
- 黃婉秋，80歲，中國電影、歌劇演員，桂林市文化局原副局長，第七、八、九、十屆全國政協委員。[134]
- 陳美雲，72歲，台灣歌仔戲大師、陳美雲歌劇團團長。[135]
- 羅埃爾·迪嘉摩（英語：Roel Degamo），57歲，菲律賓政治人物，東內格羅省省長，被殺身亡。[136]
- 唐皿，87歲，中國政治人物，原中國安徽省政協宣城地區工作委員會副主任。[137]
- 洪宗礼，86岁，中国语文教育家。[138]

### 3日
- 大江健三郎（日語：大江 健三郎），88岁，日本存在主义作家，1994年獲得諾貝爾文學獎。[139]
- 李三春，88歲，馬來西亞政治人物，馬華公會第四任總會長，前芙蓉國會議員[140]。
- 阿爾真蒂娜·梅尼斯（羅馬尼亞語：Argentina Menis），74歲，罗马尼亚女子田径运动员，專長項目鐵餅，曾代表國家隊参加1972年和1976年夏季奥林匹克运动会田径比赛，並在1972年女子鐵餅項目获得银牌[141]。
- 湯姆·賽斯摩（英語：Tom Sizemore），61歲，美國演員，死於腦動脈瘤破裂。[142]
- 拉斐爾·維諾利（英語：Rafael Viñoly），78歲，烏拉圭裔美籍建築師。[143]
- 扎拉嘎胡，93岁，中国作家。[144]
- 张彧，中国山水画家、书法家，天津美术学院副教授。[145]
- 王长发，100歲，中國人，南京大屠殺倖存者。[146]
- 羅進新，93歲，中國政治人物，曾任審計署副審計長，中國審計學會副會長。[147]

### 2日
- 大川隆法（日語：大川 隆法），66歲，日本宗教界人物，宗教法人「幸福科學」總裁。[148]
- 麵咪媽，30歲，香港財經評論網紅。病逝[149]。
- 李海鸥，52歲，中國女高音歌唱家、教育家。现任山东师范大学音乐学院院长、教授、硕士研究生导师。[150]
- 陈庆云，94歲，中国有机化学家，中国科学院院士。[151]
- 何肇衢，92歲，台灣畫家。[152]
- 韋恩·肖特（英語：Wayne Shorter），89歲，美國爵士薩克斯風演奏家和作曲家。[153]

### 1日
- 謝秀娟，年齡不詳，台灣企業家，川飛能源股份有限公司董事長暨總經理。病逝。[154]
- 朱斯特·方丹（法語：Just Fontaine），89歲，法國足球員、教練，1958年瑞典世界杯足球赛以13個進球，創下單屆世界盃最高紀錄[155][156]。
- 李乃卿，82岁，中国中西医结合外科专家，国务院政府特殊津贴获得者，曾任北京中医药大学东直门医院大外科主任，首席外科教授。[157]
- 李克熙，94岁，中國政治人物，重庆市人大常委会原副主任。[158]
- 樊宗云，97岁，中國道教人物，青城山道长。[159]
- 云发义，93岁，中國政治人物，呼和浩特市政协原专职常委。[160]
- 陸忠，51歲，中國醫生。[161]
- 晁尚志，100歲，中國人民解放軍軍官，曾任解放軍第一八〇師副師長。[162]
- 章順，33歲，中華人民共和國死刑犯，2019年6月21日因犯下故意殺人罪被判死刑，注射死刑。[163]